# أورفيل فريمان
أورفيل لوثروب فريمان (بالإنجليزية: Orville Freeman) (9 مايو 1918 - 20 فبراير 2003) هو سياسي ديمقراطي أمريكي شغل منصب الحاكم التاسع والعشرين لولاية مينيسوتا في الفترة من 5 يناير 1955 إلى 2 يناير 1961، وكان وزير الزراعة في الفترة من 1961 إلى 1969 تحت حكم الرئيسين جون كينيدي وليندون جونسون. وكان أحد الأعضاء المؤسسين لحزب العمال الزراعي الديمقراطي في مينيسوتا، وأثر بقوة في اندماج حزب مينيسوتا الديمقراطي وحزب المزارعين والعمال. قام فريمان بترشيح كينيدي للرئاسة في المؤتمر الوطني للحزب الديمقراطي في انتخابات عام 1960.

## التعليم
تعلم في جامعة مينيسوتا.

## روابط خارجية
- أورفيل فريمان على موقع مونزينجر (الألمانية)
- أورفيل فريمان على موقع إن إن دي بي (الإنجليزية)